# Luminosité de Planck
« Puissance de Planck » et « Luminosité d'Einstein » redirigent ici. Pour les autres significations, voir Puissance et Luminosité (homonymie).
La luminosité de Planck, ou puissance de Planck est la quantité homogène à une puissance que l'on peut produire à l'aide des trois constantes fondamentales que sont la vitesse de la lumière, c, la constante de Newton, G et la constante de Planck réduite {\displaystyle \hbar }.
La luminosité de Planck est aussi connue comme la luminosité d'Einstein,.

## Formule
La luminosité de Planck LPl est donnée par
{\displaystyle L_{\rm {Pl}}={\frac {c^{5}}{G}}}.
En unités du Système international, elle vaut
{\displaystyle L_{\rm {Pl}}\simeq 3,\!63\times 10^{52}\quad {\rm {W}}}.

## Propriétés
La luminosité de Planck ne fait pas intervenir la constante de Planck, mais uniquement les deux constantes fondamentales qui interviennent en relativité générale. Ceci suggère fortement que cette quantité a un rapport direct avec certains phénomènes gravitationnels.

### Force et puissance
Kip Thorne a conjecturé que la luminosité de Planck est la limite supérieure de la luminosité de tout processus physique,.
La force de Planck (c4/G) étant une force limite pour la relativité générale, la puissance (Force x déplacement par unité de temps) est limitée par le produit de cette force par la vitesse limite qu'est la vitesse de la lumière, et donc par la puissance de Planck (c5/G).

### Luminosité gravitationnelle
En l'occurrence, on montre que lorsque deux objets compacts entrent en collision à la suite de la lente usure de leur orbite par émission d'ondes gravitationnelles, la puissance rayonnée sous forme d'ondes gravitationnelles, appelée luminosité gravitationnelle, au moment de la collision est proportionnelle à la luminosité de Planck. C'est ce fait qui a fait préférer l'appellation « luminosité de Planck » à celle de « puissance de Planck ».
Comparativement, les phénomènes électromagnétiques ne sont pas le siège de l'émission à une puissance aussi grande. Par exemple, une étoile typique rayonne une puissance de l'ordre de 1026 à 1027 watts. Même les sursauts gamma ont une luminosité électromagnétique nettement inférieure à la luminosité de Planck.

### Particule de Planck
Une particule de Planck est un trou noir de masse de Planck et de rayon la longueur de Planck, qui rayonne à la température de Planck en émettant l'équivalent de l'énergie de Planck en une durée de l'ordre du temps de Planck, autrement dit, se vide de son énergie en un temps qui n'est pas distinguable d'un temps nul, un « instant de Planck».
L'énergie de Planck émise pendant le temps de Planck correspond à la puissance de Planck, c'est l'évènement le plus lumineux que l'on puisse observer :
{\displaystyle {\frac {E_{p}}{t_{p}}}={\frac {\sqrt {\frac {c^{5}\hbar }{G}}}{\sqrt {\frac {\hbar {G}}{c^{5}}}}}={\frac {c^{5}}{G}}}